# Kamp Dalum

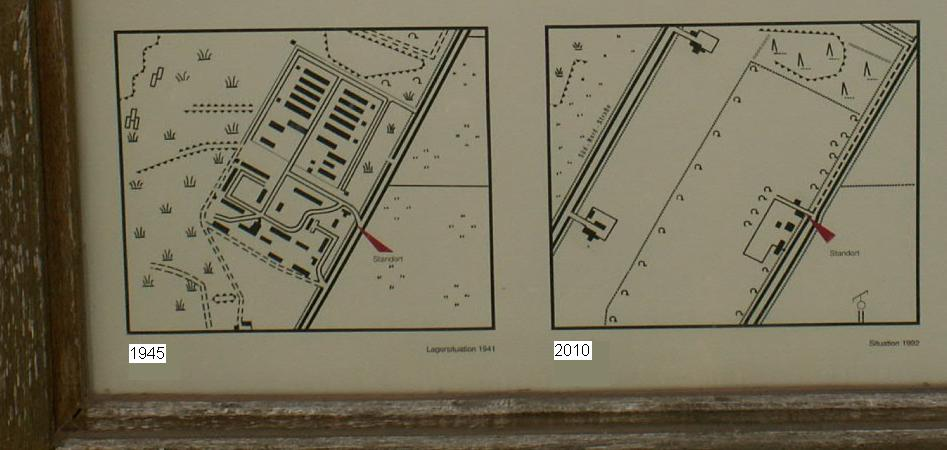
Plattegrond 1945 en 2010

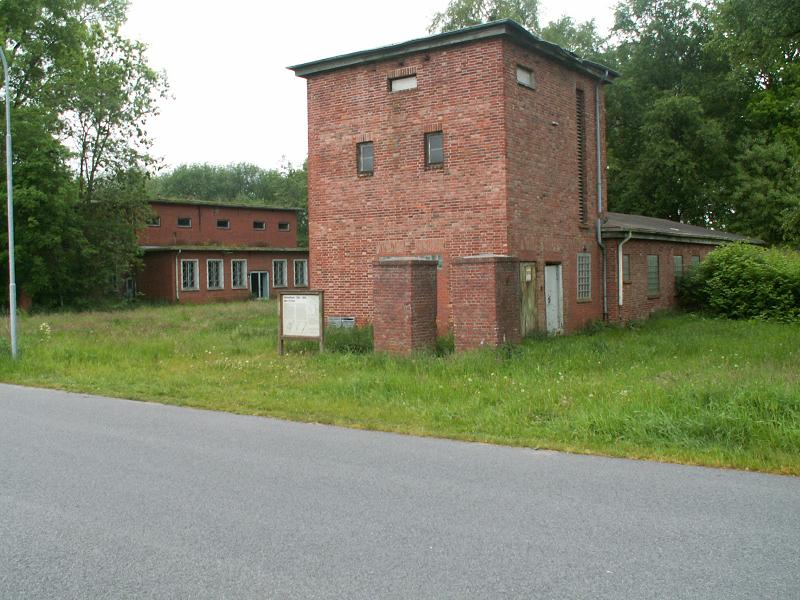
Resten kamp Dalum

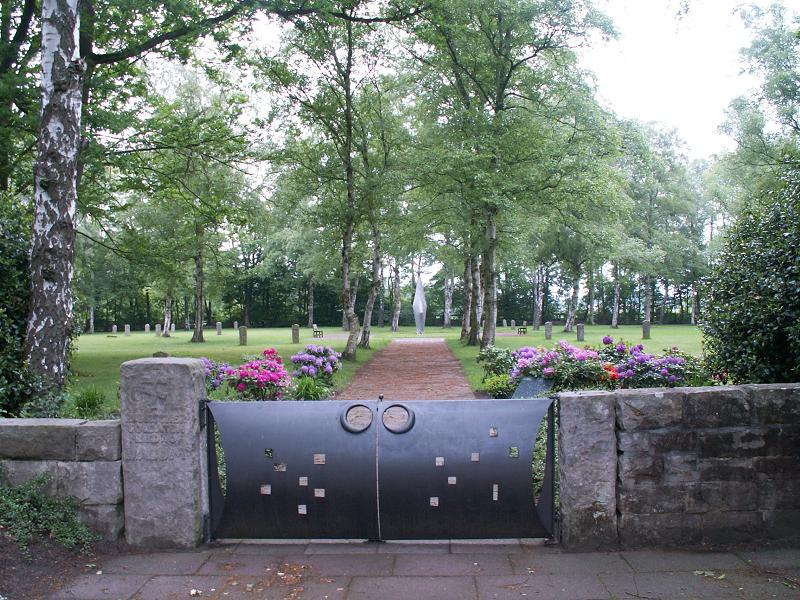
Begraafplaats kamp Dalum

Kamp Dalum (Duits: Lager XII Dalum) was het twaalfde van de vijftien Emslandlager. Lager XII was gelegen nabij het dorpje Dalum, gemeente Geeste, tussen Meppen en Lingen, ongeveer veertig kilometer ten oosten van de Nederlandse plaats Hardenberg. Vanaf 1944 functioneerde het kamp als buitenkamp van Neuengamme. Het komt dan kamp Meppen-Dalum te heten.

## Geschiedenis
Kamp Dalum werd begin 1938 voor 1.500 strafgevangenen gebouwd. Direct na het in gebruik nemen van het kamp, werden tien barakken weer gedemonteerd en naar de Westwall vervoerd. Medio 1939 werd dat deel van het kamp weer opnieuw opgebouwd. September 1939 nam het Oberkommando der Wehrmacht (OKW) het kamp over en voegde het toe aan Stalag VI C Bathorn. Als onderdeel van de Emslandlager heet kamp Dalum: Lager XII Dalum. In de officiële Duitse lijst van concentratiekampen heeft Dalum nr. 260. In de eerste fase van de oorlog bleef het kamp betrekkelijk leeg, maar na de verovering van grote delen van Europa nam het aantal krijgsgevangenen uit voornamelijk Frankrijk en later de Sovjet-Unie sterk toe. September 1941 werden er 4.100 Sovjet-soldaten krijgsgevangen gehouden. In 1942 bracht de Luftwaffe in Dalum apparatuur en gereedschap onder. Kamp Dalum werd toen "Stalag Luft Dalum". Later werden rond de 2.000 Rotterdamse mannen in het kamp geïnterneerd en onder dwang als arbeider gebruikt. Vanaf januari 1945 werden gevangenen uit Neuengamme in het kamp ondergebracht. Zij werden ingezet om in Emsland zinloze verdedigingswerken te bouwen.

## Omstandigheden
De omstandigheden in Dalum waren erbarmelijk. Kou en vocht vormden een bedreiging. Slechte behuizing door overbevolking, hard werken, zware arbeid, slechte verpleging leidden tot epidemieën en een hoog sterftecijfer. In maart 1945 werden de gevangenen van Neuengamme weer teruggestuurd naar dat kamp. Lopend moesten zij de afstand van ruim 250 kilometer afleggen. Van de zevenhonderd hebben nog geen 50 deze barre tocht overleefd.

## Na de oorlog
Van het kamp is alleen een deel van de ingang en een transformatorhuisje overgebleven. In de directe nabijheid ligt de kamp begraafplaats (Kriegsgräberstätte). Hier liggen 39 voornamelijk Sovjet-gevangenen, waaronder een vrouw, met naam in individuele graven. Verder liggen er een Italiaan en negen onbekende gevangen in individuele graven. Daarnaast rusten hier in massagraven tussen de 8.000 en 16.000 onbekende krijgsgevangenen uit de Sovjet-Unie. Van kamp Dalum zijn drie stenen zuilen van het toegangshek bewaard gebleven.

## Dodental
In de vijftien Emslandlager hebben naar schatting 100.000 krijgsgevangenen en 80.000 politieke- en strafgevangenen moeten verblijven. Naar schatting zijn 30.000 van deze gevangenen in de Emslandlager vermoord. Voor het merendeel zijn dat Sovjet-krijgsgevangenen geweest. Deze liggen op negen begraafplaatsen en in massagraven begraven. Per kamp kan zowel qua inwonertal als ten aanzien van het dodental niets specifieks met zekerheid worden gezegd. Van de begraafplaatsen is voor een deel van de gevallen wel bekend hoeveel mensen er liggen en welke nationaliteit deze mensen hadden. Hoeveel van de 180.000 kamp bewoners de oorlog hebben overleefd is onbekend. Velen zijn later in andere kampen vermoord.

## Ontsnappingen
Soms moesten de gevangenen op enkele honderden meters van de Nederlandse grens werken. Regelmatig trachten de gevangenen de Nederlandse grens over te vluchten. Bij die vluchtpogingen werd er gericht op de gevangenen geschoten. Toch zijn er enige tientallen ontsnappingen gelukt. Maar Nederland stuurde de asielzoekers in de meeste gevallen terug. Vaak betekende dat alsnog de dood van de vluchteling. In enkele gevallen, die publieke aandacht trokken, werden asielzoekers niet naar Duitsland teruggestuurd, maar naar andere landen uitgewezen.